# نخر أحمدي
نخر أحمدي (الاسم العلمي:Tilletia ahmadiana) هو نوع من الفطريات يتبع جنس النخر من الفصيلة النخرية.